# Flataloides obliqua
Flataloides obliqua är en insektsart som först beskrevs av Walker 1858.  Flataloides obliqua ingår i släktet Flataloides och familjen Flatidae. Inga underarter finns listade i Catalogue of Life.